# Francesco Guidobono Cavalchini
Francesco Guidobono Cavalchini, auch Francesco Cavalchini Guidobono (* 4. Dezember 1755 in Tortona; † 5. Dezember 1828 in Rom) war ein italienischer Kardinal der Römischen Kirche.

## Leben
Geboren als Sohn des Reichsfreiherrn Pietro Alberto Guidobono Cavalchini und dessen Ehefrau Antonia Maria dalla Valle Agnelli Maffei, einer Patrizierin aus Casale Monferrato, war er der Großneffe des Kardinals Carlo Alberto Guidobono Cavalchini. Seine erste Bildung erfuhr er in seiner Heimatstadt Tortona, 1769 studierte er am Collegio Clementino in Rom als Zögling seines Großonkels, später setzte er seine Studien an der Päpstlichen Akademie für den kirchlichen Adel fort, wo er in Diplomatie ausgebildet wurde. 1779 wurde er Päpstlicher Kammerherr und im folgenden Jahr Päpstlicher Hausprälat. In den Jahren bis zur französischen Besetzung bekleidete er verschiedene Positionen in der Verwaltung des Kirchenstaates.
Nach der Wiederaufrichtung der päpstlichen Herrschaft wurde er 1800 Gouverneur von Rom und Vize-Camerlengo der Römischen Kirche, beide Positionen bekleidete er bis zum 6. April 1817. Nachdem am 2. Februar 1808 napoleonische Truppen in Rom einmarschiert waren, wurde Guidobono Cavalchini am 21. April 1808 im Auftrag von General Miollis in der Engelsburg inhaftiert; danach verbrachte er drei Monate als Gefangener in der Festung von Fenestrelle und wurde anschließend nach Südfrankreich verbannt. Die im Wesentlichen berechtigten Gründe hierfür lagen, wie Luigi Pianciani einige Jahrzehnte später äußerst kritisch (und wohl übertreibend) vermerkte, im Vorwurf des Despotismus: „[…] ein Wahnsinniger […] er ließ fesseln, auspeitschen, dem Strang überantworten aus einer Laune heraus, eines Wortes, einer Geste wegen […] der allgemeinen Ansicht zufolge war sein Hirn verwirrt.“
Nach der abermaligen Wiederherstellung des Kirchenstaates wurde er am 23. September 1814 in seine Position als Gouverneur von Rom wieder eingesetzt, allerdings wurde die Führung der Amtsgeschäfte einem Pro-Gouverneur übertragen.
Papst Pius VII. ernannte ihn im Konsistorium vom 24. August 1807 in pectore zum Kardinal. Wie es in der Natur einer solchen „geheimen“ Ernennung liegt, erfuhr niemand – auch nicht Guidobono Cavalchini selbst – hiervon, seine Kardinalserhebung wurde erst nach mehr als einem Jahrzehnt am 6. April 1818 bekannt gemacht. Die offizielle Ernennung Francesco Guidobono Cavalchinis zum Kardinaldiakon der Titeldiakonie Santa Maria in Aquiro erfolgte am 25. Mai 1818. Von 1822 bis 1823 war er Camerlengo des Kardinalskollegiums. Er nahm am Konklave 1823 teil, aus dem Leo XII. als Papst hervorging.
Francesco Cavalchini Guidobono starb einen Tag nach seinem 73. Geburtstag im Dezember 1828 und wurde in der Kirche seiner Titeldiakonie Santa Maria in Aquiro beigesetzt.